# Ludwig Bisky
Ludwig Bisky (* 18. Oktober 1817 in Genthin; † 2. Mai 1863 bei Chancellorsville bei Fredericksburg, Virginia, USA) war ein deutscher Politiker und Offizier im Amerikanischen Bürgerkrieg.

## Leben
Ludwig Bisky wurde als Sohn eines Gendarmerieleutnants im preußischen Genthin geboren und zog nach Berlin, wo er als Goldschmied arbeitete. 1845 wurde er Mitglied im Berliner Handwerkerverein und 1846/47 im Bund der Kommunisten. 1848 nahm er an den Barrikadenkämpfen der Märzrevolution teil, in deren Verlauf er verletzt wurde. Im April 1848 war er Mitglied des Berliner Volks-Wahl-Comités und arbeitete seit dem 8. April in der Redaktion der Deutschen Arbeiter-Zeitung. Am 11. April wurde er Mitglied des Berliner Central-Comités der Arbeiter und war Mitbegründer und führendes Mitglied des Volksclubs, der zu den wichtigsten Vereinen des demokratischen Lagers im Verlauf der Revolution von 1848 in Berlin wurde. Im Mai wurde er als stellvertretendes Mitglied der Preußischen Nationalversammlung gewählt. Im Juni nahm er als Delegierter des Berliner Handwerkervereins am Hamburger Handwerkerkongress teil. Ab September war er ein führendes Mitglied in der Allgemeinen Deutschen Arbeiterverbrüderung und Vorsitzender der Berliner Bezirks-Comités der Arbeiterverbrüderung. Nach Verhängung des Belagerungszustands über Berlin war er kurzzeitig in Haft, war dann im Dezember 1848/Januar 1849 Mitglied des Berliner Handwerkerparlaments und im Januar Wahlmann für die Zweite Kammer des Preußischen Parlaments. Am 2. Februar 1850 wurde er aus Berlin ausgewiesen und ging nach Leipzig, wo er Präsident der dortigen Generalversammlung der Arbeiterverbrüderung wurde. Mitte 1850 emigrierte er dann in die USA. Dort wurde er im Amerikanischen Bürgerkrieg Hauptmann auf Seiten der Unionsstaaten und fiel in der Schlacht bei Chancellorsville.